# ثينوبايريدين

تيكلوبيدين

كلوبيدوغريل

براسوجريل

ثينوبايريدين هي فئة من انتقائية ، لا رجعة فيه  (مستقبلات ADP/ مثبطات P2Y12) المستخدمة كمضاد لنشاط الصفائح الدموية.

## أمثلة
تشمل الأدوية في هذه الفئة: كلوبيدوقرل  ، براسوجريل  ، وتيكلوبيدين.

## البدائل
غالبا ما يتم سرد تيكاجريلور مع مثبطات ثينوبايريدين ولها مؤشرات مماثلة للاستخدام ولكن ليس ثينوبايريدين، إنه سيكلو بنتيلترازول-بيريميدين الذي يمنع بشكل عكسي مستقبلات P2Y12 .